# Tlacuela
Tlacuela är en ort i Mexiko.   Den ligger i kommunen Ixtacamaxtitlán och delstaten Puebla, i den sydöstra delen av landet, 150 km öster om huvudstaden Mexico City. Tlacuela ligger 2 809 meter över havet och antalet invånare är 316.
Terrängen runt Tlacuela är huvudsakligen kuperad, men västerut är den bergig. Runt Tlacuela är det ganska tätbefolkat, med 124 invånare per kvadratkilometer. Närmaste större samhälle är Libres, 10,4 km sydost om Tlacuela. Trakten runt Tlacuela består till största delen av jordbruksmark.